# Āgama (buddhism)

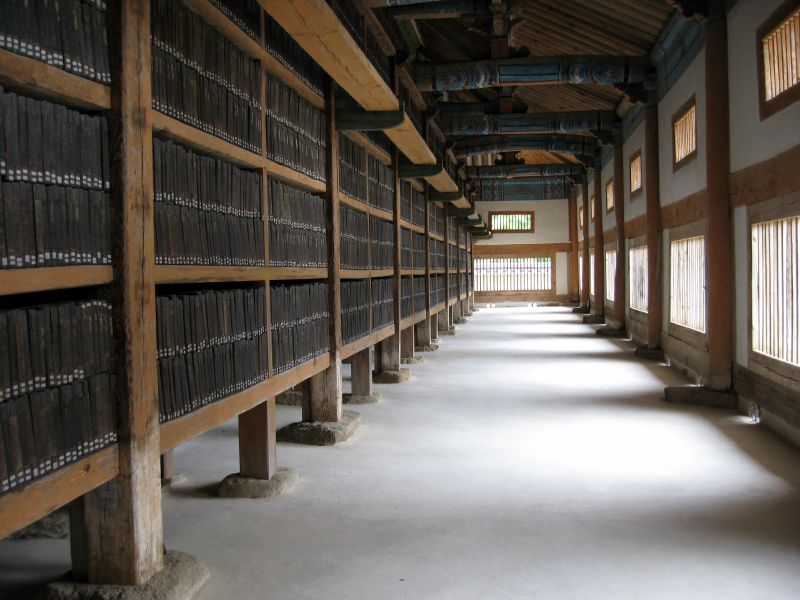
Tripitaka Koreana, en tidig variant av den kinesiska buddhistkanonen, innehåller alla fyra bevarade agamor.

Āgama (sanskrit och pali för "heligt verk" eller "skrift") är inom buddhismen en term som används för att referera till de fem (fyra finns bevarade) skriftsamlingarna från tidig buddhism. Sanskritversioner har dock gått förlorade, men finns bevarade i översättning i den kinesiska buddhismens skriftkanon. Dessa motsvarar de fyra nikayorna i theravadabuddhismens palikanon.

## De olika āgamorna

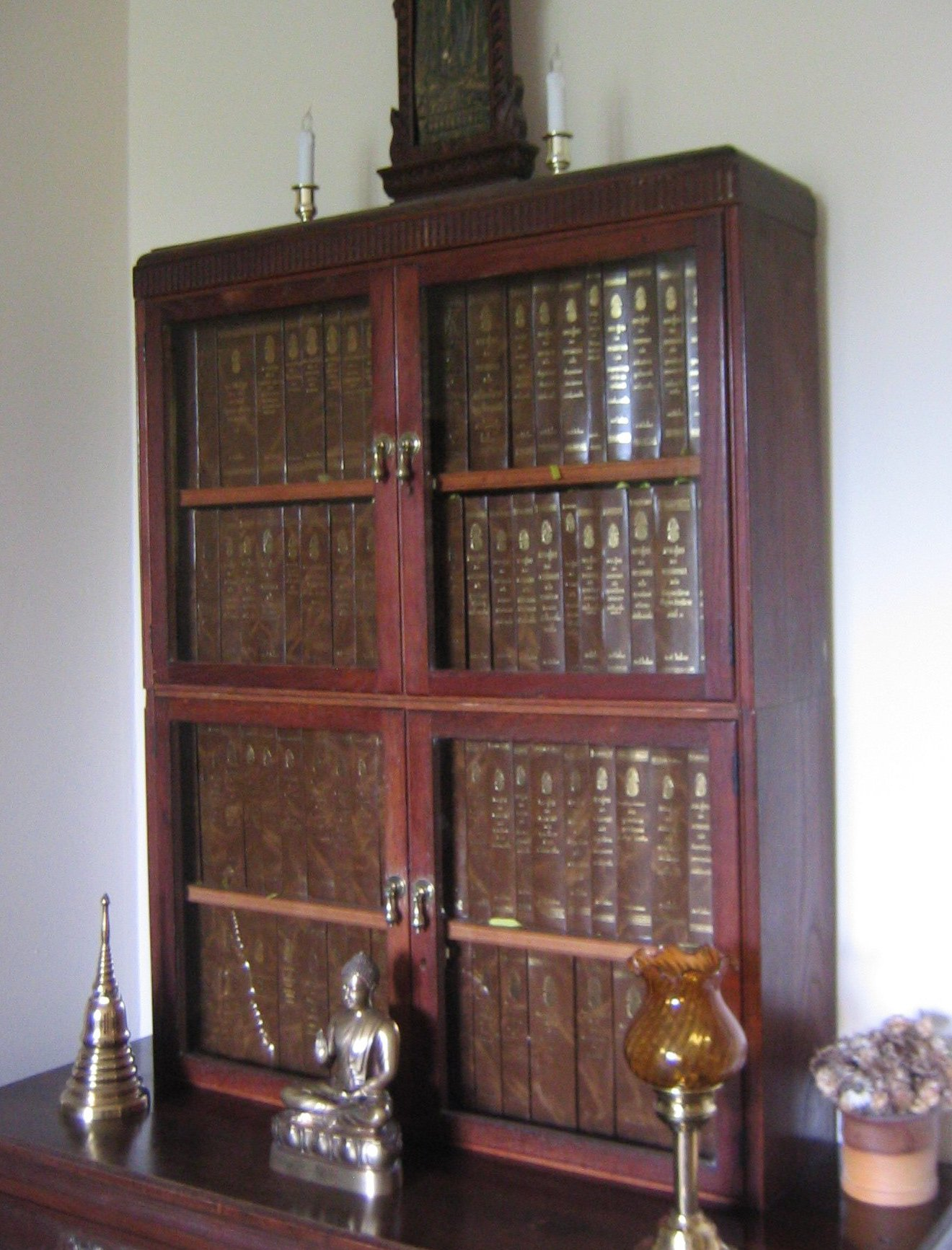
Palikanonens nikayor överensstämmer i innehåll till agamorna

Det finns fyra bevarade samlingar av āgamor, och en som det bara finns fragment av, och referenser till (Kṣudrakāgama). De fyra bevarade samlingarna är bevarade i deras helhet bara i kinesisk översättning (i kinesiska buddhismens skriftkanon) (āgama: 阿含經). Små delar av alla fyra har dock blivit hittade i Sanskrit, och delar av fyra av dessa fem āgamor finns dessutom bevarade i tibetanska, i den tibetanska buddhismens skriftkanon. De fem āgamorna är:

### Dīrgha Āgama
Dīrgha Āgama ("Samlingen av långa samtal", Cháng Ahánjīng 長阿含經 Taishō 1) överensstämmer i innehåll till Dīgha Nikāya av theravadabuddhismens palikanon. En fullständig översättning av Dīrgha Āgama från Dharmaguptaka (法藏部) inriktningens version gjordes av Buddhayaśas (佛陀耶舍) och Zhu Fonian (竺佛念) under den senare perioden av Qindynastin, daterad till år 413. Den innehåller 30 sutror i kontrast till de 34 sutror som återfinns i palikanonen. En stor del av den version som användes av den tidiga buddhistiska inriktningen sarvāstivāda finns bevarad i sanskrit.

### Madhyama Āgama
Madhyama Āgama (klassisk kinesiska: 中阿含經 "Samlingen av medellånga samtal") överensstämmer i innehåll till Majjhima Nikāya av theravadabuddhismens palikanon.

### Saṃyukta Āgama
Saṃyukta Āgama ("Samlingen av ihopkopplade samtal", Zá Ahánjīng 雜阿含經 Taishō 2.99) överensstämmer i innehåll till Saṃyutta Nikāya från theravadabuddhismens palikanon.

### Ekottara Āgama
Ekottara Āgama ("Samlingen av numrerade samtal" Zēngyī Ahánjīng, 增壹阿含經 Taishō 125) överensstämmer i innehåll till Anguttara Nikāya av theravadabuddhismens palikanon.

### Kṣudraka Āgama eller Kṣudraka Piṭaka
Kṣudraka Āgama ("Små samlingar") överensstämmer i innehåll till Khuddaka Nikāya från theravadabuddhismens palikanon, och existerade i några tidiga buddhistiska inriktningar. Dharmaguptaka är en av de tidiga inriktningarna som hade denna āgama. Den kinesiska översättningen av Dharmaguptaka Vinaya innehåller en lista av innehåll för Dharmaguptakas version av Kṣudraka Āgama, och fragment i gandhari har blivit hittade. Delar av denna agama finns också bevarad i tibetansk och kinesisk översättning - 14 texter i den kinesiska översättningen. Vissa inriktningar, noterbart Sarvāstivāda, erkände bara fyra agamor - de hade dock en "Kṣudraka", men de ansåg inte att denna var en agama.